# 暖かさの指数
暖かさの指数（あたたかさのしすう、あるいは温量指数、英語: Warmth Index; WI）および寒さの指数（さむさのしすう、英語: Coldness index; CI）とは、吉良竜夫により提唱された有効積算温度の指標である。

## 概要
一般的に、植物の生育には月平均気温で摂氏5度以上が必要とされる。このことから、温帯における植生の分布には、それより高温になる期間とその温度の高さがどの程度になるかが大きく影響すると考えられるので、それを定量化することを試みたものである。
暖かさの指数は、月平均気温が5 ℃以上の月について、その月の平均気温から5 ℃を除した値どうしを足し合わせて求める。すなわち、
{\displaystyle \sum (T_{i}-5)}（ただし{\displaystyle T_{i}}: {\displaystyle i}月の月平均気温[℃]）
寒さの指数は、月平均気温が5 ℃以下の月について、その月の平均気温から5 ℃を除した値どうしを足し合わせて求める。

## 日本における暖かさの指数および寒さの指数
たとえば、北海道の旭川の気候データを元に暖かさの指数、寒さの指数を計算すると、この表のようになる。
| 月           | 1月  | 2月  | 3月  | 4月 | 5月  | 6月  | 7月  | 8月  | 9月  | 10月 | 11月 | 12月 | 合計 |
| 平均気温     | -7.8 | -7.2 | -2.4 | 5.2 | 11.7 | 16.5 | 20.5 | 21.1 | 15.6 | 8.8  | 2.0  | -4.1 |      |
| 暖かさの指数 |      |      |      | 0.2 | 6.7  | 11.5 | 15.5 | 16.1 | 10.6 | 3.8  |      |      | 64.4 |
| 寒さの指数   | 12.8 | 12.2 | 7.4  |     |      |      |      |      |      |      | 3.0  | 9.1  | 44.5 |

その他、日本の主な地点における暖かさの指数と寒さの指数は以下のとおりとなる。
那覇
暖かさの指数212.4・寒さの指数0
東京
暖かさの指数131.3・寒さの指数0
長野
暖かさの指数95.6・寒さの指数15.7
青森
暖かさの指数80.0・寒さの指数19.2
根室
暖かさの指数46.1・寒さの指数32.7
富士山頂
暖かさの指数1.0・寒さの指数138.0

## 植生との関係
暖かさの指数と植生には関係性がある。一方、寒さの指数は、温暖地の植生には関係があるが、寒冷地の植生とは大きな関連が認められない。
熱帯林
暖かさの指数240以上
亜熱帯林
暖かさの指数180 - 240
照葉樹林・丘陵帯
暖かさの指数180 - 85かつ寒さの指数10（または15）以下
中間温帯林
暖かさの指数180～85かつ寒さの指数10（または15）以上
落葉広葉樹林・山地帯
暖かさの指数85 - 45
針広混交林（道南を除く北海道）
暖かさの指数85 - 45
針葉樹林・亜高山帯
暖かさの指数45 - 15
雪氷・ツンドラ・高山帯
暖かさの指数15以下
なお、本来は降水量の大小も植生と大きな関係があるはずであるが、日本ではどこでも充分な降水量があるため、条件の差としては意味をもたない。

## 有効性
暖かさの指数および寒さの指数は以下のような場合において有効である。
- 暖かさの指数
  - 群衆における温度の差による生態的地位の解析
- 寒さの指数
  - 暖地に分布する植物の分布北限や寒冷地に分布する植物の分布南限の解析